# Thamel

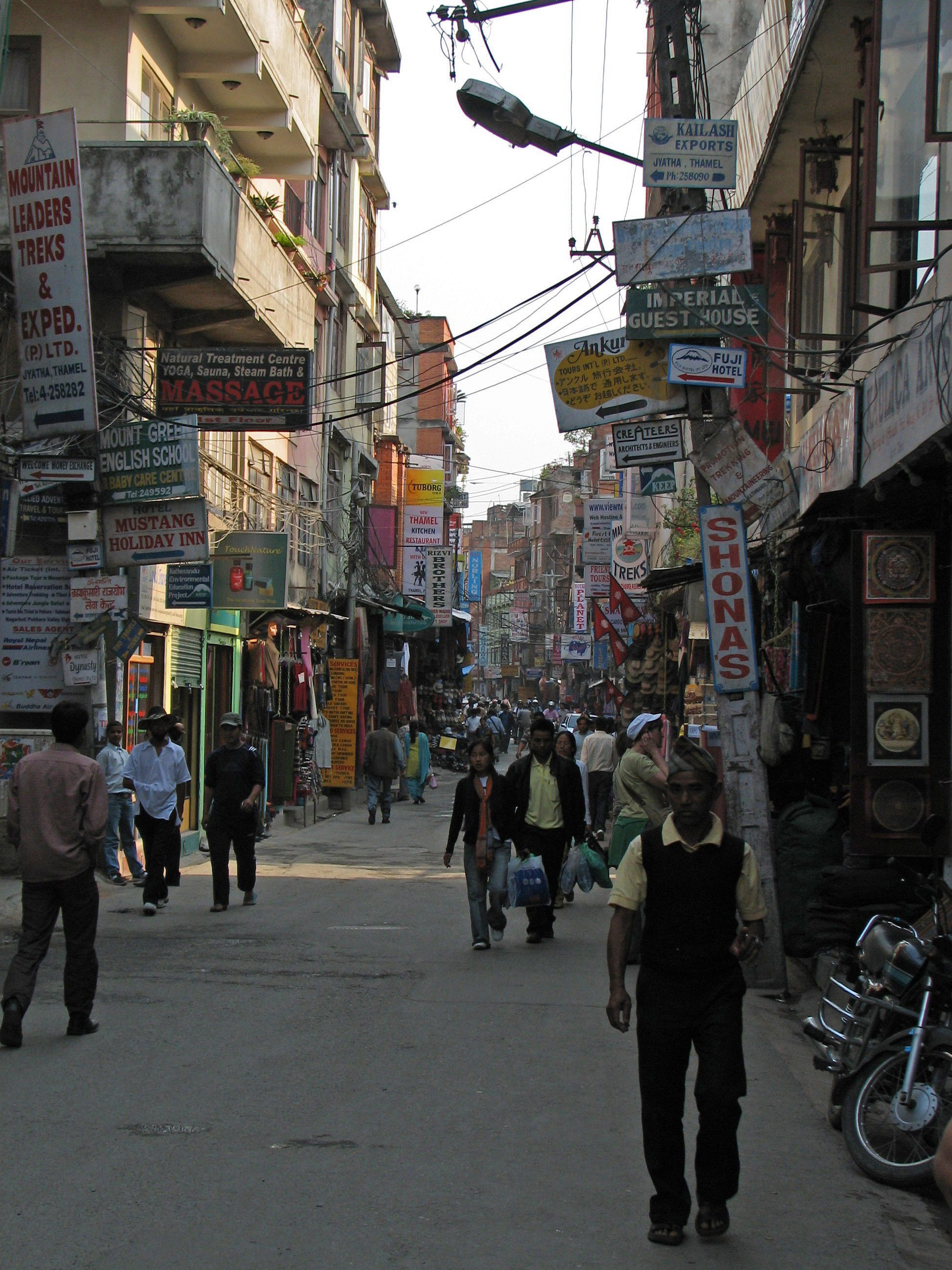
Straataanzicht in Thamel

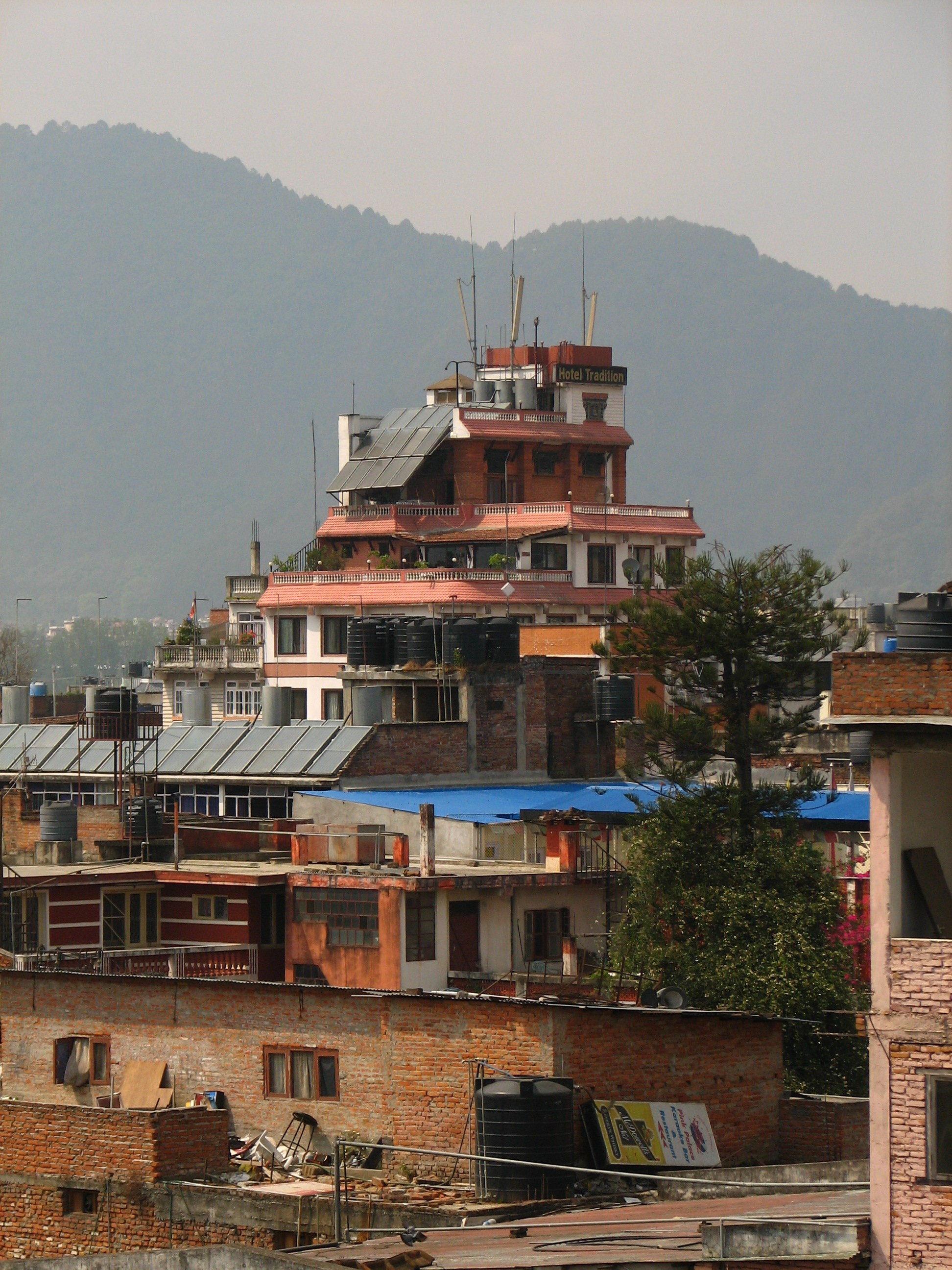
Daktoppen in Thamel

Thamel is een stadsdeel in Kathmandu, de hoofdstad van Nepal. De bevolking van Thamel bestaat voor het grootste deel uit de etnische groep Newar.
Thamel is een belangrijke toeristische trekpleister sinds de jaren '80 van de 20e eeuw. Het is vooral in trek voor cultuur- en rugzaktoeristen. Ook is het een voorstation voor bergbeklimmers van de Annapurna Himal-bergen van de Himalaya.
Het ligt op tien tot dertig minuten lopen van andere toeristische plekken als Ason Bazaar, het Durbar-plein, Samakushi en Swayambhunath. Er is een uitgebreide reeks aan Nepalese en Westerse winkels met uitrusting voor de bergsport, geldwisselkantoren, hotels, pensions, cafés en nachtclubs. Vanwege de vele Tibetaanse ballingen die naar Kathmandu kwamen, zijn er ook meerdere Tibetaanse hotels en restaurants en zijn er ook Tibetaanse souvenirs te vinden, zoals gebedsvlaggen gebedsmolens, thangka's en dergelijke te vinden.
Er is daarnaast ook criminaliteit, onder andere van straatbendes in de randgebieden van Thamel en in sommige delen wordt er openlijk hasj verkocht op straat.

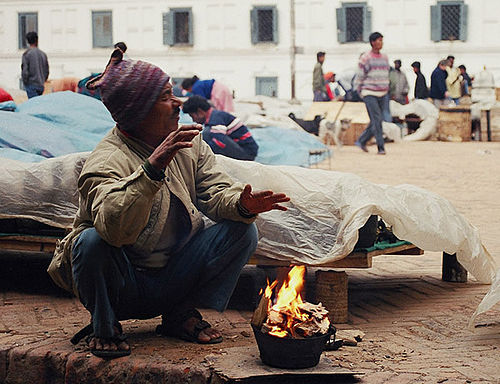
Durbar Square
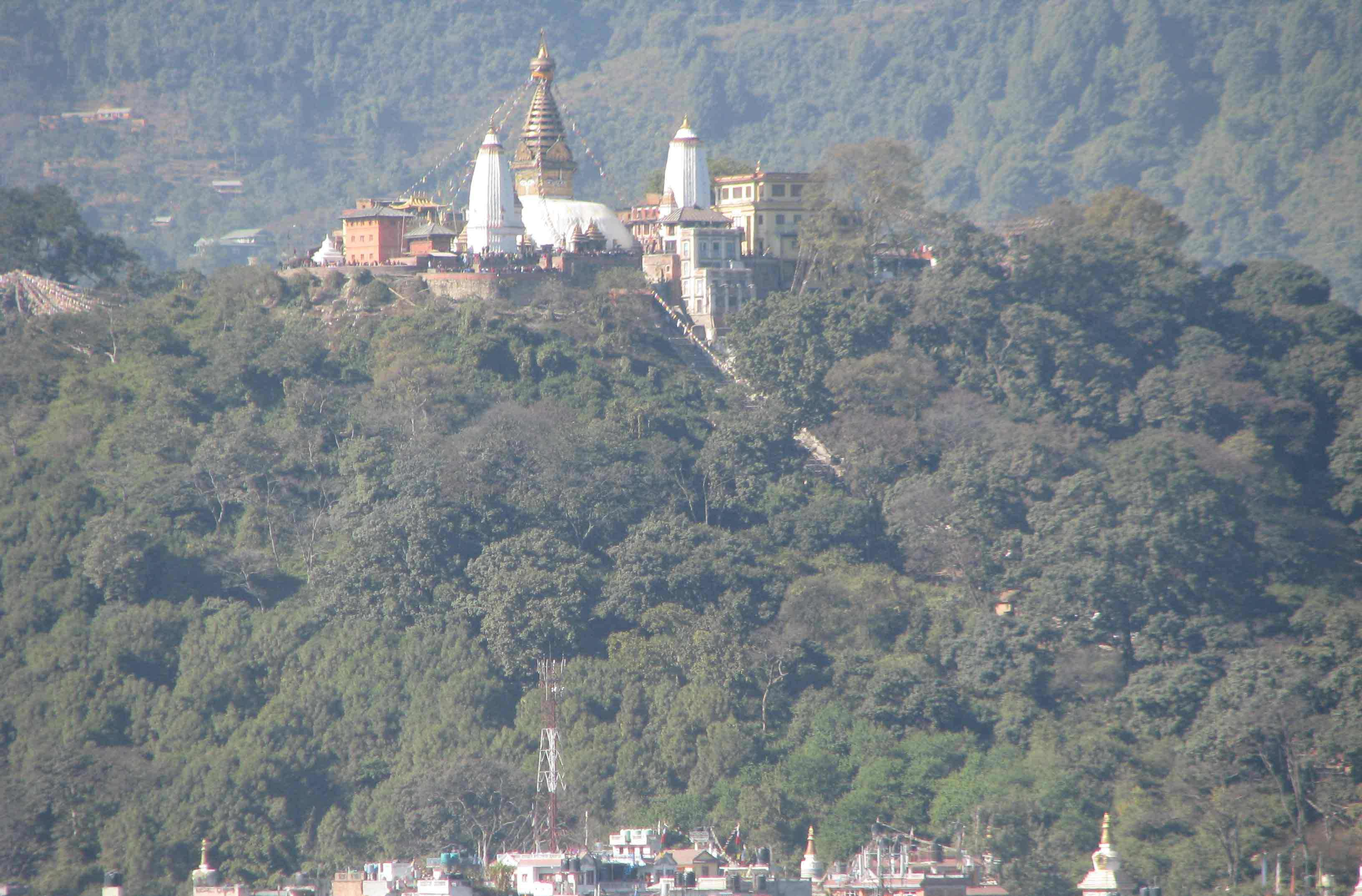
Het heuveltje van Swayambhunath
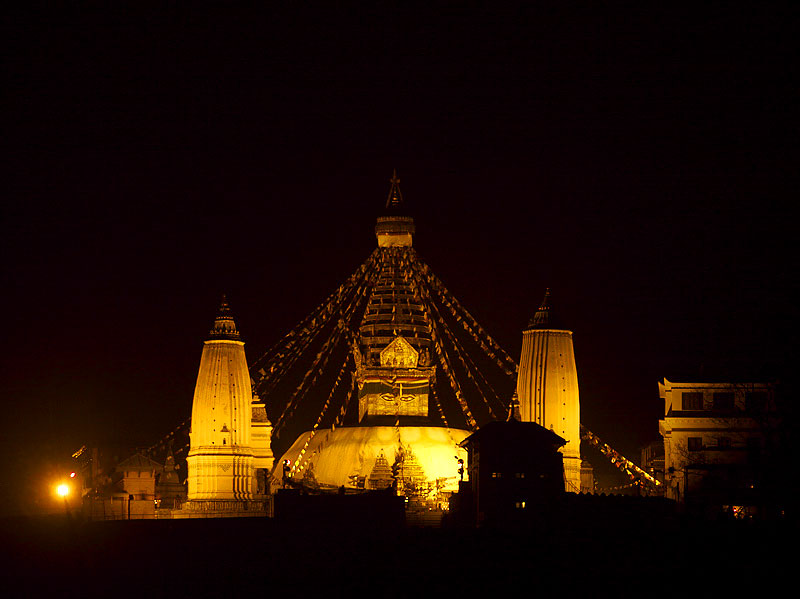
Swayambhunath 's nachts